# Île Bollons
Pour l’article homonyme, voir Mont Bollons.
L'Île Bollons est une petite île de 2 km² de l'archipel néo-zélandais des Îles des Antipodes, la seconde de l'archipel en taille après l'Île des Antipodes.

## Géographie

Carte topographique des Îles des Antipodes.

L'île est située au nord-est de l'île principale de l'archipel, l'Île des Antipodes, et en est séparée par un détroit de 1 200 mètres de large. L'Île Archway, plus petite, est située immédiatement au nord-ouest de l'Île Bollons. 
D'une superficie de 2 km², l'Île Bollons a plus ou moins la forme d'un croissant. C'est une île d'origine volcanique qui est dominée par une crête incurvée faisant la longueur de l'île, et culminant à une altitude de 202 mètres. L'île est entourée de falaises de tous côtés, sauf à l'ouest.

## Toponymie
L'île a reçu le nom de John Bollons (en) (1862–1929), maître des vaisseaux du Ministère de la Marine de Nouvelle-Zélande.

## Zone importante pour la conservation des oiseaux
L'île fait partie de la zone importante pour la conservation des oiseaux des Îles des Antipodes, qui a été identifiée comme telle par BirdLife International du fait de l'importance de ces îles en tant que lieux de reproduction de plusieurs espèces d'oiseaux de mer.